# علاقات الصومال الخارجية

العلاقات الخارجية للصومال يتم التعامل معها في المقام الأول من قبل كل من: الرئيس، باعتباره رئيس الدولة، ورئيس الوزراء باعتباره رئيس الحكومة، ووزير خارجية حكومة الصومال الفيدرالية.
ووفقاً للمادة 54 من الدستور الوطني للبلاد، يتم التفاوض والاتفاق على توزيع الصلاحيات والموارد بين الحكومة الاتحادية وولايات ومناطق الصومال المكونة لجمهورية الصومال الاتحادية، باستثناء الأمور المتعلقة بالشؤون الخارجية والدفاع الوطني والمواطنة والهجرة والسياسة النقدية. وتنص المادة 53 من دستور الصومال أيضًا على أن الحكومة الاتحادية تتشاور مع الولايات بشأن القضايا الرئيسية المتعلقة بالاتفاقيات الدولية، بما في ذلك المفاوضات بشأن التجارة الخارجية والتمويل والمعاهدات.

## العلاقات الدبلوماسية
قائمة الدول التي تربطها علاقات دبلوماسية مع الصومال
| #   | Country                     | التاريخ             |
| --- | --------------------------- | ------------------- |
| 1   | أوغندا                      | 1 أبريل 1960        |
| 2   | فرنسا                       | 1 يوليو 1960        |
| 3   | إيطاليا                     | 1 يوليو 1960        |
| 4   | الولايات المتحدة            | 1 يوليو 1960        |
| 5   | روسيا                       | 4 يوليو 1960        |
| 6   | بلجيكا                      | 5 يوليو 1960        |
| 7   | ألمانيا                     | 5 يوليو 1960        |
| 8   | سويسرا                      | 5 يوليو 1960        |
| 9   | المملكة المتحدة             | 7 يوليو 1960        |
| 10  | هولندا                      | 7 يوليو 1960        |
| 11  | مصر                         | 8 يوليو 1960        |
| 12  | الدنمارك                    | 9 يوليو 1960        |
| 13  | السويد                      | 13 يوليو 1960       |
| 14  | صربيا                       | 8 سبتمبر 1960       |
| 15  | جمهورية التشيك              | 26 سبتمبر 1960      |
| 16  | بلغاريا                     | 28 سبتمبر 1960      |
| 17  | ألبانيا                     | سبتمبر 1960         |
| 18  | إثيوبيا                     | 14 ديسمبر 1960      |
| 19  | الصين                       | 14 ديسمبر 1960      |
| 20  | ماليزيا                     | 17 ديسمبر 1960      |
| 21  | السعودية                    | 17 ديسمبر 1960      |
| 22  | باكستان                     | 18 ديسمبر 1960      |
| 23  | اليمن                       | 18 ديسمبر 1960      |
| 24  | إندونيسيا                   | 21 ديسمبر 1960      |
| 25  | المجر                       | ديسمبر 1960         |
| 26  | الهند                       | 10 مارس 1961        |
| 27  | لبنان                       | 6 أكتوبر 1961       |
| 28  | السودان                     | 6 أكتوبر 1961       |
| —   | فرسان مالطة                 | 28 نوفمبر 1961      |
| 29  | اليابان                     | 6 ديسمبر 1961       |
| 30  | غانا                        | 1961                |
| 31  | النمسا                      | 19 يونيو 1962       |
| 32  | بولندا                      | 11 يوليو 1962       |
| 33  | تنزانيا                     | 1962                |
| 34  | الكويت                      | 29 يوليو 1964       |
| 35  | سوريا                       | 14 ديسمبر 1964      |
| 36  | رومانيا                     | 10 يوليو 1965       |
| 37  | تركيا                       | 13 ديسمبر 1965      |
| 38  | العراق                      | 17 أكتوبر 1966      |
| 39  | الأردن                      | 1 يناير 1967        |
| 40  | كوريا الشمالية              | 13 أبريل 1967       |
| 41  | كينيا                       | 17 ديسمبر 1967      |
| 42  | ليبيا                       | 30 ديسمبر 1967      |
| 43  | كندا                        | 6 مارس 1968         |
| 44  | إسبانيا                     | 27 يونيو 1968       |
| 45  | زامبيا                      | 7 يوليو 1968        |
| 46  | نيجيريا                     | مارس 1970           |
| 47  | فيتنام                      | 7 يونيو 1970        |
| 48  | منغوليا                     | 28 فبراير 1971      |
| 49  | فنلندا                      | 12 مارس 1971        |
| 50  | النرويج                     | 30 مارس 1971        |
| 51  | كوبا                        | 19 يوليو 1972       |
| 52  | البحرين                     | 29 أكتوبر 1972      |
| 53  | الإمارات العربية المتحدة    | 29 نوفمبر 1972      |
| 54  | جمهورية الكونغو الديمقراطية | 28 يتاير 1973       |
| 55  | اليونان                     | 15 ديسمبر 1973      |
| 56  | قطر                         | 3 فبراير 1974       |
| 57  | الأرجنتين                   | 15 مارس 1974        |
| 58  | موزمبيق                     | 25 يونيو 1975       |
| 59  | المكسيك                     | 5 أغسطس 1975        |
| 60  | السنغال                     | 2 أكتوبر 1975       |
| 61  | توغو                        | 21 نوفمبر 1975      |
| 62  | الفلبين                     | 21 أبريل 1977       |
| —   | إيران (موقوفة)              | أبريل 1977          |
| 63  | المغرب                      | 24 يناير 1979       |
| 64  | جيبوتي                      | 4 يونيو 1979        |
| 65  | مالي                        | 1979                |
| 66  | لاوس                        | 27 فبراير 1980      |
| 67  | سلطنة عمان                  | 1980                |
| 68  | البرتغال                    | 1 فبراير 1982       |
| 69  | بنين                        | 12 مارس 1982        |
| 70  | سنغافورة                    | 14 يناير 1983       |
| 71  | نيبال                       | 24 أكتوبر 1984      |
| 72  | تايلاند                     | 1 وفمبر 1984        |
| 73  | أيسلندا                     | 20 مارس 1985        |
| 74  | سيشل                        | 14 أبريل 1986       |
| 75  | البرازيل                    | 2 أبريل 1987        |
| 76  | كوريا الجنوبية              | 25 سبتمبر1987       |
| 77  | المالديف                    | 10 مارس 1988        |
| 78  | كولومبيا                    | 3 أكتوبر 1988       |
| 79  | زيمبابوي                    | 5 ديسمبر 1989       |
| 80  | بنغلاديش                    | 30 ديسمبر 1989      |
| 81  | سريلانكا                    | 20 أبريل 1990       |
| 82  | أرمينيا                     | 28 يونيو 2001       |
| 83  | بيلاروس                     | 3 أكتوبر 2003       |
| 84  | طاجيكستان                   | 28 يوليو 2004       |
| 85  | مقدونيا الشمالية            | 17 فبراير 2005      |
| 86  | فنزويلا                     | 3 مايو 2005         |
| 87  | أستراليا                    | 20 أبريل 2010       |
| 88  | جورجيا                      | 26 يناير 2011       |
| 89  | إستونيا                     | 23 مايو 2011        |
| 90  | جنوب إفريقيا                | 13 مارس 2012        |
| 91  | جنوب السودان                | 19 مايو 2012        |
| 92  | رواندا                      | 18 أكتوبر 2012      |
| 93  | لوكسمبورغ                   | 27 سبتمبر 2013      |
| 94  | أذربيجان                    | 22 مارس 2014        |
| 95  | سلوفينيا                    | 3 أبريل 2014        |
| 96  | فيجي                        | 10 أبريل 2014       |
| 97  | بوروندي                     | 14 أبريل 2014       |
| 98  | مالطا                       | 11 يونيو 2014       |
| 99  | لاتفيا                      | 26 سبتمبر 2014      |
| 100 | سلوفاكيا                    | 23 مايو 2015        |
| —   | كوسوفو                      | 28 مايو 2015        |
| 101 | ليتوانيا                    | 30 سبتمبر 2017      |
| 102 | موريتانيا                   | 27 مارس 2018        |
| 103 | إرتريا                      | 30 يوليو 2018       |
| 104 | تركمانستان                  | 4 نوفمبر 2019       |
| 105 | جمهورية أيرلندا             | 3 نوفمبر 2020       |
| 106 | أنغولا                      | 31 أغسطس 2021       |
| 107 | البوسنة والهرسك             | 4 فبراير 2022       |
| 108 | كرواتيا                     | 4 فبراير 2022       |
| 109 | غامبيا                      | 21 يونيو 2022       |
| 110 | نيكاراغوا                   | 27 سبتمبر 2024      |
| 111 | الجزائر                     | غير محدد            |
| 112 | بوركينا فاسو                | غير محدد            |
| 113 | كمبوديا                     | غير محدد (قبل 1983) |
| 114 | الكاميرون                   | غير محدد            |
| 115 | تشاد                        | غير محدد            |
| 116 | جزر القمر                   | عير محدد            |
| 117 | جمهورية الكونغو             | غير محدد            |
| 118 | قبرص                        | غير محدد            |
| 119 | غينيا الإستوائية            | غير محدد            |
| 120 | الغابون                     | غير محدد            |
| 121 | غينيا                       | غير محدد            |
| 122 | ساحل العاج                  | غير محدد            |
| 123 | ليسوتو                      | غير محدد            |
| 124 | ليبيريا                     | غير محدد            |
| 125 | مدغشقر                      | غير محدد            |
| 126 | مالاوي                      | غير محدد            |
| 127 | موريشيوس                    | غير محدد            |
| 128 | ناميبيا                     | غير محدد            |
| 129 | النيجر                      | غير محدد            |
| —   | دولة فلسطين                 | غير محدد            |
| 130 | سيراليون                    | غير محدد            |
| 131 | تونس                        | غير محدد            |

## العلاقات الثنائية

### أفريقيا
| الدولة  | بداية العلاقات الرسمية | ملاحظات |
| ------- | ---------------------- | --- |
| جيبوتي  |                        | انظر: العلاقات الصومالية الجيبوتية. شاركت جيبوتي بفعالية في عملية السلام الصومالية، حيث استضافت في عام 2000م مؤتمر أرتا. بالإضافة إلى مشاركتها في محادثات 2008/2009م بين الحكومة الفيدرالية الانتقالية وتحالف إعادة تحرير الصومال، والتي اسفرت في نهاية المطاف إلى تشكيل حكومة إئتلافية. كما أن جيبوتي كانت أحد أعضاء بعثة الاتحاد الأفريقي في الصومال عام 2011م. وأيضًا بعد انشاء الحكومة الفيدرالية الصومالية في 2012م, كما حضر وفد من جيبوتي حفل تنصيب الرئيس الصومالي الجديد. |
| مصر     |                        | انطر: العلاقات الصومالية المصرية. العلاقات بين الصومال ومصر تتسم بالقدم والتاريخية. وحتي في العصور الوسطى وبدايات العصور الحديثة عملت كل من البلدين على المحافظة على علاقات وثيقة فيما بينهما. وظلت هذه العلاقات ممتدة بين البلدين حتى خلال الفترات الاستعمارية، وذلك من خلال مندوب الأمم المتحة في الصومال كمال الدين صلاح، والذي دعم بقوة سلامة الأراضي الصومالية. وعند استقلال الصومال في عام 1961م، كانت مصر من أوائل الدول التي اعترفت بجمهورية الصومال، كما أنه وفي وقت لاحق استثمرت وبقوة في قطاع التعليم، حيث قادت جامعة الأزهر في القاهرة البعثات العلمية والإسلامية في مقديشو بالإضافة إلى أن مصر والصومال كانتا من بين الأعضاء المؤسسين لمنظمة التعاون الإسلامي، وهما أيضًا عضوان في جامعة الدول العربية. وبعد اندلاع الحرب الأهلية في الصومال عام 1991م، حافظت مصر على علاقاتها الدبلوماسية مع الحكومة الوطنية الانتقالية، ومن بعدها الحكومة الفيدرالية الانتقالية، ودعمت مبادرات عديدة لبناء الصومال. كما شاركت السلطات المصرية في العديد من القمم والمؤتمرات العالمية؛ من أجل دعم عملية السلام الصومالية، كما قامت بتنظيم تدريبًا دبلوماسيًا لمسؤولي الحكومة الصومالية بالاشتراك مع المعهد الصومالي للدراسات الدبلوماسية وفي 2012م رحبت الحكومة المصرية بانشاء الحكومة الفيدرالية الصومالية، وأكدت على دعم مصر المستمر للصومال وسيادتها وسلامة أراضيها. |
| إثيوبيا |                        | انظر: العلاقات الصومالية الإثيوبية. تعود العلاقات بين شعبي الصومال وإثيوبيا إلى العصور القديمة، حيث يجمعهما أصل مشترك واحد. خلال العصور الوسطى قاد الإمام الصومالي "أحمد بن إبراهيم الغازي" غزو الحبشة، والذي وضع ثلاثة أرباع الإمبراطورية الإثيوبية المسيحية تحت سلطة سلطنة عدل المسلمة وبجيش يتألف في الغالب من الصوماليين. وأصول التوترات بين الصومال وإثيوبيا- وفقًا لما يذكره العديد من المؤرخين- تعود إلى هذه الحرب. وقد أدى النزاع الإقليمي على منطقة أجادين، في الستينيات والسبعينيات من القرن العشرين، إلى اندلاع مواجهات مسلحة بين الجيش الصومالي والإثيوبي، والتي بلغت ذروتها في حرب أوغادين. وفي التسعينيات من القرن العشرين، ومع تغيير القيادات في البلدين؛ بسبب الحرب الأهلية في الصومال وإثيوبيا، اخذت العلاقات بين الصومال وإثيوبيا شكلاً جديدًا من التعاون العسكري بين البلدين لمواجهة جماعة اتحاد المحاكم الإسلامية، ومن بعدها حركة الشباب الأكثر تطرفًا. وعندما تأسست الحكومة الفيدرالية الصومالية في 2012م، ممثلة أول حكومة مركزية دائمة في البلاد منذ الحرب الأهلية. وتم انتخاب حسن شيخ محمود كأول رئيس للحكومة الصومالية الجديدة؛ رحبت السلطات الإثيوبية بهذا الاختيار، وقد حضر رئيس وزراء إثيوبيا حفل تنصيب رئيس الصومال. |
| كينيا   |                        | انظر: العلاقات الصومالية الكينية. العلاقات بين كينيا والصومال كانت متوترة تاريخيًا، وقد بلغت هذه التوترات ذروتها في حرب شيفتا خلال الستينيات، بسبب تقرير المصير في منطقة الحدود الشمالية التي يسكنها الصوماليون. وعلى الرغم من انتهاء الصراع في المنطقة ووقف اطلاق النار، إلا أن الصوماليين في المنطقة مازالت تربطهم علاقات وثيقة بأهلهم في الصومال. وفي أكتوبر 2011م، تعاون الجيش الصومالي مع نظيره الكيني في عملية منسقة ضد جماعة الشباب المتمردة في جنوب الصومال. وقاد الجيش الصومالي المهمة بشكل رسمي مع دعم من قبل الجيش الكيني. وفي أوائل يونيو 2012م، انضمت القوات الكينية بشكل رسمي في بعثة الاتحاد الإفريقي في الصومال. |

### الأمريكتين
| الدولة           | بداية العلاقات الرسمية | ملاحظات |
| ---------------- | ---------------------- | --- |
| البرازيل         |                        | - البرازيل معتمدة من قبل الصومال من خلال سفارتها في نيروبي- كينيا. - الصومال ليس لديها اعتماد من قبل البرازيل. |
| كندا             |                        | - كندا معتمدة من قبل الصومال من خلال سفارتها في نيروبي- كينيا. - الصومال لديها سفارة مقيمة في أوتاوا. |
| المكسيك          | 5 أغسطس 1975           | - المكسيك معتمدة من قبل الصومال من خلال سفارتها في أديس أبابا- إثيوبيا. - الصومال ليس لديها اعتماد من قبل المكسيك. |
| الولايات المتحدة |                        | انظر: العلاقات الصومالية الأمريكية. بعد سقوط حكومة بري واندلاع الحرب الأهلية في الصومال في أوائل التسعينيات، تم غلق السفارة في مقديشيو، وعلى الرغم من ذلك لم تقطع الحكومة الأمريكية علاقاتها الدبلوماسية مع الصومال. وقد اعترفت الولايات المتحدة بالحكومة الفيدرالية الانتقالية في الصومال، وقامت بدعمها باعتبارها الهيئة الحاكمة الوطنية للبلاد وتحتفظ الولايات المتحدة الأمريكية ببعثة دبلوماسية للصومال غير مقيمة، كما أن سفارة الصومال في الولايات المتحدة كان لديها سفيرها المعين عمر عبد الرشيد، رئيس وزراء الصومال السابق. تأسست الحكومة الفيدرالية الصومالية في 20 أغسطس عام 2012م، بعد نهاية ولاية الحكومة الانتقالية المؤقتة. وهي تمثل أول حكومة مركزية دائمة في البلاد منذ الحرب الأهلية. وفي العاشر من سبتمبر قام البرلمان الفيدرالي الجديد بانتخاب حسن شيخ محمود رئيسًا للصومال. واصدرت الولايات المتحدة الأمريكية بيانًا صحفيًا هنأت من خلاله الرئيس حسن شيخ محمود بفوزه، ووعدت بمواصلة الشراكة مع السلطات الصومالية. |

### آسيا
| الدولة                   | بداية العلاقات الرسمية | ملاحظات |
| ------------------------ | ---------------------- | --- |
| أرمينيا                  |                        | - أقامت الصومال وأرمينيا علاقات دبلوماسية فيما بينهما في 28 يونيو عام 2001م. |
| الصين                    |                        | انظر: العلاقات الصومالية الصينية. تعود العلاقات بين البلدين إلى العصور القديمة، عندما كانت المجتمعات في كلتا الدولتين منخرطة في التجارة. وفي 14 ديسمبر 1960م تم تأسيس علاقات دبلوماسية رسمية بين البلدين. وفي وقت لاحق وقعت الصومال والصين على أول اتفاقية رسمية بينهما في يونيو 1963م. خلال فترة الحرب الباردة حافظت الحكومة الصومالية على علاقاتها الدبلوماسية مع الصين، وقامت بحملة من أجل انهاء العزلة الدبلوماسية للصين، ودعمت بدلاً من ذلك انضمامها للأمم المتحدة. في يناير عام 1991م، تم إغلاق السفارة الصينية في مقديشيو بسبب اندلاع الحرب الأهلية في البلاد. وعلى الرغم من رحيل غالبية المسؤولين الصينين من الصومال، حافظت الدولتان على علاقات تجارية صغيرة فيما بينهما، وقد بلغ اجمالي حجم التجارة بين البلدين في عام 2002م حوالي 3.39 مليون دولار أمريكي. في الفترة من 2000م إلى 2011م تم اطلاق أكثر من سبعة مشاريع تنموية صينية في الصومال. وقد تضمن ذلك ما يقارب من 6 مليون دولار مساعدات أقتصادية, والتبرع بأدوية مضادة للملاريا, و3 مليون دولار لتخفيف الديون عن البلاد. |
| اليابان                  |                        | انظر: العلاقات الصومالية اليابانية. قبل عام 1991م، واندلاع الحرب الاهلية في الصومال، حافظت السلطات الصومالية على علاقات ثنائية مع حكومة اليابان. وقد تعهدت الإدارة اليابانية في وقت لاحق بتقديم أموال لتنمية الصومال من خلال منظمات دولية مختلفة، ومع تشكيل الحكومة الفيدرالية الصومالية عام 2012م، اعادت الحكومة اليابانية تأسيس علاقات دبلوماسية رسمية مع السلطات الصومالية، وفي عام 2013 أعلن رئيس الوزراء الياباني أستئناف بلاده لتقديم المساعدات للصومال خاصة في مجال الأمن والتنمية الصناعية والتجارة الثنائية والاستثمار في يناير 2014م عينت اليابان سفيرًا جديدًا لها في الصومال ليحل محل السفير السابق أتوشيسا تاكاتا. وقدم السفير الجديد أوراق اعتماده إلى الرئيس الصومالي حسن شيخ محمود خلال حفل أقيم في مقديشيو. |
| كوريا الشمالية           | 13 أبريل 1967          | انظر: العلاقات الصومالية الكورية الشمالية. تأسست العلاقات الدبلوماسية بين الصومال وجمهورية كوريا الشعبية الديمقراطية، المعروفة باسم كوريا الشمالية، في 13 أبريل 1967م، وذلك خلال الفترة التي تمتد من الخمسينيات إلى الستينيات من القرن العشرين، وهي الفترة التي اعلنت فيها كوريا الشمالية دبلوماسيتها المستقلة لأول مرة. ومن خلال جمهورية الصومال الديمقراطية، كانت العلاقات مع كوريا الشمالية وثيقة بسبب المثل المشتركة والمصالح الجيوسياسية، حيث التزمت الدولتان رسميًا بمناهضة الأمبريالية والماركسية اللينينية، كما أنهما وقفتا مع الاتحاد السوفيتي خلال الحرب الباردة. وقد زاد التعاون العسكري بين البلدين، حيث قامت كوريا الشمالية بتدريب وتجهيز القوات المسلحة الصومالية، وبسبب الاستياء من إثيوبيا قام مستشارون من كوريا الشمالية بتدريب قوات حرب العصابات الموالية للصومال النشطة في الصراع بين الصومال وإثيوبيا. وقد تغير الوضع تمامًا بعد وصول الحزب الشيوعي إلى السلطة عام 1974م، وانقلبت العلاقات بين البلدين تمامًا، حيث قدمت كوريا الشمالية مساعدات عسكرية لإثيوبيا خلال حرب أوغادين مع الصومال. وبداية من مارس 2014م عادت العلاقات بين الصومال وكوريا الشمالية وحاولت كلتا البلدين الحفاظ على هذه العلاقات. |
| باكستان                  |                        | انظر: العلاقات الصومالية الباكستانية. ترجع العلاقات بين الصومال وباكستان إلى العصور القديمة. الصومال وباكستان كانتا من الأعضاء المؤسسة لمنظمة التعاون الإسلامي عام 1969م، وظلت العلاقات بين البلدين قوية في السنوات التي تلت ذلك، وقد ساهمت باكستان في عملية حفظ السلام التابعة للأمم المتحدة في جنوب الصومال. وبعد انشاء الحكومة الفيدرالية الصومالية في 2012م، رحبت باكستان بالسلطة الجديدة، واكدت على استمرار دعم الحكومة الباكستانية لحكومة الصومال وسيادتها وسلامة أراضيها. بالإضافة إلى ذلك تحتفظ الصومال بسفارة في اسلام آباد. |
| قطر                      |                        | انظر: العلاقات الصومالية القطرية. تتمتع قطر بعلاقات طيبة مع الصومال، وفي مارس 2015م، قاد رئيس الوزراء الصومالي عمر عبد الرشيد محادثات مع نظيره القطري عبدالله بن ناصر بن خليفة آل ثاني، وقد ركزت المحادثات على تعزيز العلاقات الاستثمارية والتجارية بين البلدين، وكذلك على مبادرات الاستقرار، واختتمت المحادثات بتوقيع اتفاقية تعاون في مجال الطيران المدني والتعليم، وكان من بين بنود الاتفاقية أن تبدأ الخطوط الجوية القطرية رحلات إلى مطار مقديشيو الدولي. الصومال لديها سفارة في قطر، ويترأس البعثة الدبلوماسية السفير عمر إدريس. كما أن قطر لديها سفارة في مقديشيو، رأسها السفير السيد حسن بن حمزة أسد محمد. |
| السعودية                 |                        | المملكة العربية السعودية لم يكن لها أي تمثيل دبلوماسي أو قنصلي في الصومال منذ سقوط الحكومة الصومالية المركزية عام 1991م، ومع ذلك لم تكن العلاقات الدبلوماسية بين البلدين مقطوعة. وفي 18 يناير 2017م قدم أول سفير للملكة العربية السعودية في الصومال أوراق اعتماده للرئيس الصومالي حسن شيخ محمود في مقديشيو، وقد ابلغ السفير السعودى السلطات الصومالية أن المملكة ستدعم الجيش الصومالي، وتقوم بإنشاء مركز لتأهيل المليشيات المنشقة عن حركة الشباب، وكذلك اللاجئين العائدين إلى ديارهم وفي السنوات الأخيرة تركزت العلاقات الثنائية بين البلدين على عدد من القضايا، يتمثل أبرزها: وضع المهاجرين الصوماليين في المملكة العربية السعودية، موقف الاسلام الشيعي في الصومال، وكذلك تصدير الماشية الصومالية، وفي عام 2014 قامت السلطات السعودية باعتقال حوالي 41000 من المهاجرين الصوماليين، واحتجزتهم في أماكن دون المستوى قبل ترحيلهم إلى مقديشيو. وقد أدت عمليات الطرد الجماعي للصوماليين التي قامت بها السلطات السعودية إلى احتجاجات من قبل منظمات حقوق الإنسان. وفي يناير 2016م تلقت الصومال تعهدًا بمساعدات بمقدار 50 مليون دولار من المملكة العربية السعودية، وذلك في نفس اليوم التي قامت فيه الصومال بقطع علاقاتها مع إيران وطرد الدبلوماسيين الإيرانين وغلق مؤسسة خيرية إيرانية في مقديشيو، وحاول البعض الربط بين قطع العلاقات مع إيران وبين المساعدات السعودية، ولكن السلطات الصومالية نفت ذلك، ورفضت وزارة الخارجية السعودية التعليق على هذا الموضوع. |
| كوريا الجنوبية           |                        | انظر: العلاقات الصومالية الكورية الجنوبية. كوريا الجنوبية تعترف بالحكومة الفيدرالية الصومالية، وتحافظ على العلاقات الدبلوماسية معها، وفي مايو عام 2013 قبل الرئيس الصومالي أوراق اعتماد السفير الكوري الجنوبي الجديد في مقديشيو، وهو أول ممثل دبلوماسي لدولة من منطقة آسيا والمحيط الهادي يعمل في الصومال، وقد اعلن السفير الكوري الجنوبي أن بلاده ستعيد فتح سفارتها في العاصمة الصومالية. وأكد السفير الكوري الجنوبي على أن إدارته ستدعم جهود إعادة الاعمارالجارية للحكومة الصومالية، كما أنها ستطلق مرة أخري مشاريع زراعية وفنية في الصومال، كما كانت تفعل في وقت سابق. |
| تركيا                    |                        | انظر: العلاقات الصومالية التركية. تعود العلاقات بين البلدين إلى العصور الوسطى، حيث العلاقات بين الإمبراطورية العثمانية وسلطنة عدل.وقبل اندلاع الحرب الأهلية في الصومال كانت تركيا تحتفظ بسفارة لها في مقديشيو، ثم قامت بإغلاقها لاحقًا لأسباب أمنية. وفي 2011 اعلنت السلطات التركية أنها ستعيد فتح سفارتها في الصومال. كما أن الحكومة الفيدرالية في الصومال لديها سفارة في أنقرة. خلال فترة الجفاف في 2011م ساهمت تركيا بأكثر من 201 مليون دولار في جهود الإغاثة الإنسانية للمناطق المتضررة في الصومال. وبعد تحسن الأوضاع الأمنية في الصومال في منتصف 2011م أعادت الحكومة التركية فتح سفارتها من أجل المساعدة بشكل أكثر فعالية في عملية التنمية في الصومال. وكانت من أوائل الدول الأجنبية التي أستئنفت علاقاتها الدبلوماسية مع الصومال بعد الحرب الأهلية. بالإضافة إلى ذلك باتت الخطوط الجوية التركية أول شركة طيران تجارية دولية طويلة المدى تهبط في مطار مقديشيو الدولي منذ عقدين من الزمن. وبداية من مارس 2012م قدمت شركة الطيران الوطنية رحلتين أسبوعيًا من العاصمة الصومالية إلى اسطنبول. وبالشراكة مع الحكومة الصومالية، أطلق المسؤولين الأتراك العديد من مشاريع التنمية والبنية الأساسية في الصومال، حيث ساعددوا في بناء العديد من المستشفيات، وساعدوا في تجديد وإعادة تأهيل مطار مقديشيو الدولي، ومبنى الجمعية الوطنية هناك. في ديسمبر 2024، نجحت تركيا في التوسط في اتفاق تاريخي بين الصومال وإثيوبيا، مما أدى إلى حل التوترات الطويلة الأمد حول سيادة أرض الصومال ووصول إثيوبيا إلى البحر الأحمر. يُبرز هذا الإنجاز الدبلوماسي النفوذ المتزايد لتركيا في القرن الأفريقي، حيث تواصل تعزيز علاقاتها السياسية والاقتصادية مع كلا البلدين. |
| الإمارات العربية المتحدة |                        | انظر: العلاقات الصومالية الإماراتية. تعود العلاقات بين الصومال والإمارات العربية إلى العصور القديمة. وخلال العصور الوسطى وبدايات العصور الحديثة حافظت البلدان على العلاقة الدبلوماسية فيما بينهما. في 1969م كانت الصومال والإمارات العربية المتحدة من بين الأعضاء المؤسسين لمنظمة التعاون الإسلامي، كما كانت الدولتان عضوان في جامعة الدول العربية، وبعد اندلاع الحرب الأهلية في الصومال عام 1991م، حافظت الإمارات العربية على علاقات دبلوماسية مع الحكومة الوطنية الانتقالية ومن بعدها مع الحكومة الفيدرالية الانتقالية، وقامت بدعم مبادرات حكومتها. كما قامت الإمارات العربية بدعم قوة شرطة بونتلاند البحرية، ورحبت السلطات الإماراتية بالحكومة الفيدرالية الصومالية في أغسطس 2012م، وأكدت على دعم الإمارات المستمر لحكومة الصومال وسيادتها وسلامة أراضيها. |
| اليمن                    |                        | انظر: العلاقات الصومالية اليمنية. على الرغم من قدم العلاقات بين الأراضي الصومالية وبلاد اليمن، إلا أن البلدين أقاما علاقات دبلوماسية رسمية في 18 ديسمبر عام 1960م، وكلتا الدولتين عضوان في جامعة الدول العربية. وفي أعقاب اندلاع الحرب الأهلية في الصومال حافظت الإمارات على العلاقات الدبلوماسية مع الحكومة الوطنية الانتقالية، ومن بعدها الحكومة الفيدرالية الانتقالية. ورحبت الحكومة اليمنية بالحكومة الفيدرالية الصومالية في 2012م، وأكدت على دعم اليمن المستمر لحكومة الصومال وسيادتها وسلامة أراضيها. بالإضافة إلى ذلك الصومال لديها سفارة في اليمن، ويرأس البعثة الدبلوماسية السفير إسماعيل قاسم ناجي. كما أن اليمن لديها سفارة في مقديشيو. |

### أوربا
| الدولة          | بداية العلاقات الرسمية | ملاحظات |
| --------------- | ---------------------- | --- |
| الدنمارك        | 9 يوليو 1960           | انظر: العلاقات الصومالية الدنماركية. قامت العلاقات الدبلوماسية بين الدنمارك والصومال في 9 يوليو عام 1960، بعد وقت قصير من استقلال جمهورية الصومال. خلال فترة حكم الرئيس بري، عززت الصومال والدنمارك من علاقاتهما التعاونية، حيث وافقت وكالة التنمية الدنماركية الدولية على منح قرض للصومال بقيمة 1.4 مليون دولار أمريكي؛ من أجل تطوير صناعة صيد الأسماك في شمال الصومال. بالإضافة إلى ذلك قامت وزارة الخارجية في البلدين بتوقيع اتفاقية قرض في عام 1981م بقيمة 45 مليون كرونة دنماركية تقدم للصومال، من أجل تمويل واردات السلع الدنمركية، بالإضافة إلى تكاليف النفقات المحلية وشراء المعدات والخدمات الدنماركية. في سبتمبر 1992م قام وزير الخارجية الدنماركي ومعه العديد من المسؤولين الدنماركيين بزيارة جنوب الصومال. وتعد هذه الزيارة الأولي من قبل وفد أجنبي للبلاد منذ اندلاع الحرب الأهلية وعلى الرغم من غلق السفارة الدنماركية في الصومال، إلا أن السلطات الدنماركية حافظت على علاقاتها الدبلوماسية مع الحكومة الوطنية الانتقالية ومن بعدها الحكومة الفيدرالية الانتقالية. وقد رحبت الدنمارك بالحكومة الفيدرالية الصومالية، وأكدت على دعم الدنمارك المستمر للحكومة الصومالية وسيادتها وسلامة أراضيها. وفي ديسمبر 2013م قامت الدنمارك بتعيين سفيرًا دنماركيًا جديدًا لدى الصومال، وهو الأول من عشرين عامًا، وقام السفير الدنماركي بتقديم أوراق اعتماده إلى الرئيس الصومالي حسن شيخ محمود من خلال حفل أقيم في مقديشيو. |
| فرنسا           |                        | انظر: العلاقات الصومالية الفرنسية. تشكلت العلاقات الثنائية بين فرنسا والصومال بعد فترة قصيرة من استقلال الصومال، وقامت فرنسا بفتح سفارة لها في مقديشيو، كما قامت الصومال بفتح سفارة لها في باريس، وقد تم غلق السفارة الفرنسية في مقديشيو بعد فترة وجيزة من اندلاع الحرب الأهلية في الصومال، وفي السنوات التالية حافظت فرنسا على علاقات دبلوماسية مع الحكومة الوطنية الانتقالية، ومن بعدها الحكومة الفيدرالية الانتقالية، وقامت بتدعيم مبادرات السلام من قبل الاتحاد الأوربي والمجتمع الدولي. ورحبت السلطات الفرنسية بالحكومة الفيدرالية الجديدة في 2012م، وأكدت على دعم فرنسا المستمر للحكومة الصومالية وسيادتها وسلامة أراضيها. ووقتها مثلت السفيرة ألين كوستر ميناجر فرنسا لدى الصومال، والتي قدمت أوراق اعتمادها للرئيس الصومالي محمد عبد الله محمد في أكتوبر 2018م. |
| ألمانيا         | 1 يوليو 1960           | انظر: العلاقات الصومالية الألمانية. أقامت البلدان علاقات دبلوماسية فيما بينهما في الأول من يوليو عام 1960م، وذلك بعد فترة قصيرة من استقلال جمهورية الصومال. وتوقفت العلاقات الدبلوماسية بين البلدين بسبب اندلاع الحرب الأهلية في الصومال، وتم إعادة تشكيلها مرة أخرى في عام 2012م، ألمانيا تقدم العديد من المساعدات التنموية للصومال، كما أن لدى الصومال وألمانيا شراكة أمنية. |
| اليونان         |                        | - اليونان ممثلة لدى الصومال من خلال الاعتماد الموازي لسفارتها في الخرطوم- السودان. |
| إيطاليا         |                        | انظر: العلاقات الصومالية الإيطالية. رحب وزير الخارجية الإيطالي جوليو تيرتزي بالحكومة الفيدرالية الانتقالية الصومالية، وأكد على دعم إيطاليا المستمر للحكومة الصومالية. |
| روسيا           | 11 سبتمبر 1960         | انظر: العلاقات الصومالية الروسية. |
| المملكة المتحدة |                        | انظر: العلاقات الصومالية البريطانية. تعود العلاقات بين الصومال والمملكة المتحدة إلى القرن التاسع عشر، حيث قامت بريطانيا في عام 1884م بانشاء محمية أرض الصومال البريطانية في شمال الصومال الحالي، بعد توقيع العديد من الاتفاقيات والمعاهدات مع سلاطين الصومال حينذاك. بعد سقوط الحكومة المركزية الصومالية، واندلاع الحرب الأهلية في الصومال في عام 1991م، تم اغلاق السفارة البريطانية في مقديشيو. ومع ذلك لم تقطع السلطات البريطانية بشكل رسمي العلاقات الدبلوماسية مع الصومال، واعترفت بريطانيا بالحكومة الفيدرالية الانتقالية باعتبارها الهيئة الحاكمة للبلاد، وقامت بدعمها، وفي عام 2012م، قامت السلطات البريطانية بتنظيم مؤتمر لندن من أجل الصومال، لتنسيق دعم المجتمع الدولي للحكومة الصومالية المؤقتة. وبعد إنشاء الحكومة الفيدرالية في منتصف 2012م، رحب رئيس الوزراء البريطاني ديفيد كاميرون بالسلطة الجديدة، وأكد على دعم بلاده المستمر للسلطات الصومالية. وفي 25 أبريل 2013م أصبحت المملكة المتحدة أول دولة غربية تعيد فتح سفارتها في الصومال، وحضر وزير الخارجية البريطاني ويليام هيغ حفل الافتتاح. وتم تعيين هارييت ماثيوز سفيرة بريطانية لدى الصومال في 2015م, وفي يناير 2017 تم استبدالها بديفيد كونكار. |

## عضوية المنظمات

### المنظمات الدولية
الصومال عضو في العديد من المنظمات الدولية مثل: الأمم المتحدة، وجامعة الدول العربية. وهي أيضًا عضو في منظمة اليونسكو، والمفوضية السامية للأمم المتحدة لشؤون اللاجئين، ومنظمة الصحة العالمية .

### المنظمات الإقليمية
وتشمل المنظمات الإقليمية، الاتحاد الأفريقي، وبنك التنمية الأفريقي، ومجموعة شرق أفريقيا، والهيئة الحكومية للتنمية (ايقاد).

## روابط خارجية
- العلاقات الصومالية - الأمريكية من أرشيف العميد بيتر كروج للشؤون الخارجية الرقمية